# Cadeby (Leicestershire)
Cadeby è un paese di 177 abitanti della contea del Leicestershire, in Inghilterra.